# Julio Herrlein
Julio Cesar da Silva Herrlein (Porto Alegre-RS, 22 de setembro de 1973), mais conhecido simplesmente por Julio Herrlein ou ainda como Chumbinho, é um professor de música, arranjador musical, violonista, e guitarrista de jazz brasileiro.
Em 2009 foi selecionado para a apresentação na Sala Funarte Sidney Miller com seu trabalho de guitarra solo. Em 2017, com o seu quarteto, participou do POA JAZZ Festival.
Como acadêmico, alguns de seus artigos foram incluídos no livro e CD ROM "The Art of Improvisation", do trompetista americano Bob Taylor.

## Prêmios
| Ano  | Prêmio                                                                      | Categoria | Trabalho Indicado                                    | Resultado | Ref.  |
| ---- | --------------------------------------------------------------------------- | --------- | ---------------------------------------------------- | --------- | ----- |
| 1996 | I Festival de Música Instrumental do RS                                     |           | composição "Novembro", do CD Julio Herrlein Quarteto | Venceu    | [ 7 ] |
| 2006 | VIII Concurso Nacional de Composição IBEU (Instituto Brasil-Estados Unidos) |           | composição "Suíte Maestros Brasileiros"              | Venceu    | [ 7 ] |

## Livros Publicados
- 2011 - Harmonia Combinatorial - Conceitos e Técnicas para Composição e Improvisação (editora Fumproarte/SMC)[1]
- 2013 - "Combinatorial Harmony: Concepts and Techniques for Composing and Improvising" (editora Mel Bay Publications)

## Discografia
- 1996 - Julio Herrlein Quarteto (com Kiko Freitas, Michael Dorfman e Ricardo Baumgarten)[4]
- 2022 - Julio Herrlein Trio - Ao vivo no Theatro São Pedro em 2000[8]